# Dorpskerk Oostvoorne

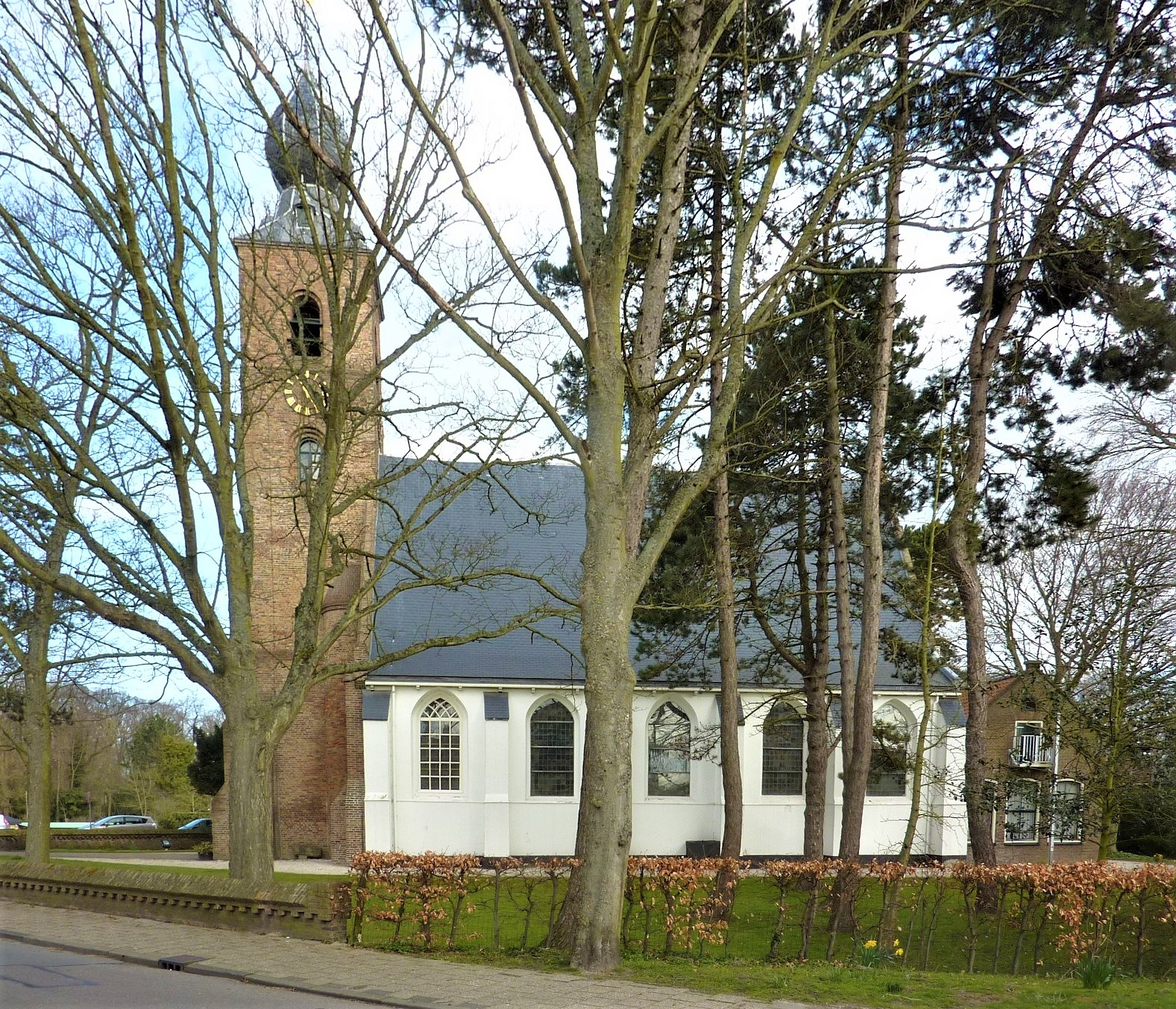
Die Dorpskerk Oostvoorne

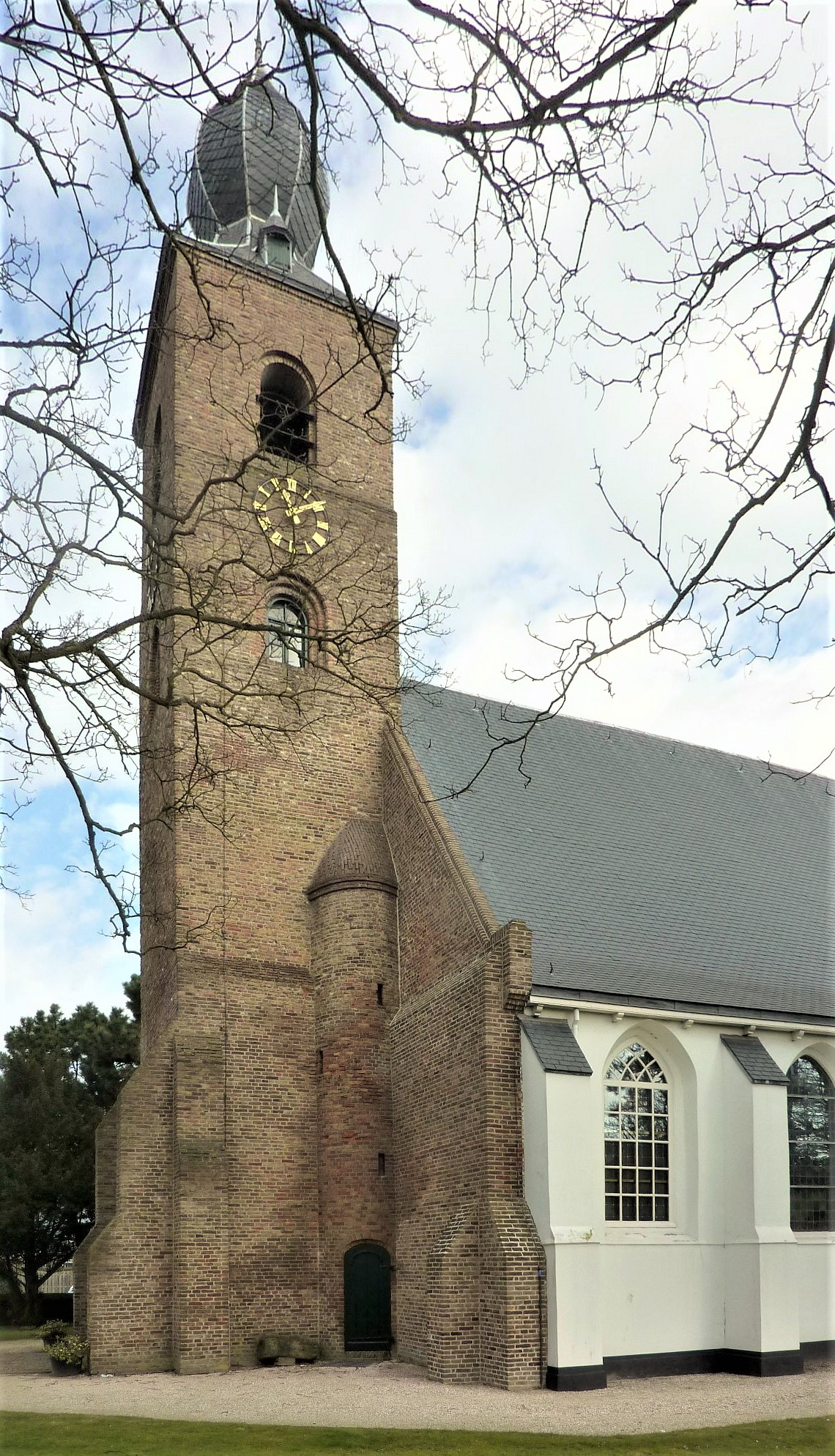
Blick zum Turm

Die Dorpskerk ist ein Kirchengebäude der Protestantischen Kirche in den Niederlanden in Oostvoorne, einem Ortsteil der Gemeinde Voorne aan Zee (Provinz Südholland). Der Turm und das Langhaus der Kirche sind als Rijksmonumente eingestuft.

## Geschichte
Ältester Teil der bis zur Einführung der Reformation zu Ehren des heiligen Lambert von Lüttich geweihten Kirche, die im Jahr 1105 zum ersten Mal urkundlich erwähnt wurde, ist der in Backstein ausgeführte Westturm, dessen untere Teile mit abgewinkelten Strebepfeilern an der Basis aus der Zeit um 1300 stammen. Das höher abgewinkelte Ziegelmauerwerk an den Ecken gehört wahrscheinlich zur ursprünglichen Steinspitze des romanischen Turms. Der Turm wurde Mitte des 15. Jahrhunderts beim Bau des heutigen gotischen Langhauses erhöht. 1552 wurde die Turmspitze abgerissen, da während des Krieges Kaiser Karls V. mit Frankreich eine französische Landung im Mündungsgebiet der Maas befürchtet wurde, in der die Turmspitze als Leuchtfeuer dienen könnte. Die Wiederherstellung der Turmspitze erfolgte 1559. Erst beim Wiederaufbau der Kirche nach dem Brand von 1607 wurde die charakteristische Zwiebelhaube auf den Turm gesetzt. Bei den Wiederherstellungsmaßnahmen wurde der Chor nicht wieder hergestellt und niedergelegt. Das Langhaus wurde Mitte des 19. Jahrhunderts verputzt und an der Ostseite 1853 um eine Sakristei erweitert. Zur Ausstattung gehören in den Fenstern acht farbige Wappengläser von 1742 bis 1747, eine Kanzel mit Taufgitter und Bänke im Louis-quinze-Stil um 1766 sowie die 1733 von J.H.H. Bätz gebaute Orgel, die 1807 von F. Friedrichs erweitert wurde. Das Instrument wurde 1996 aus der Bakenesserkerk in Haarlem nach Oostvoorne überführt.